# Château des Changheas
Le château des Changheas est une maison forte située à Saint-Jeures, dans le département français de la Haute-Loire.

## Histoire
Le château est une maison forte bâtie au XVIe siècle assez typique du plateau du Lignon. Le domaine se compose d'un corps de logis accolé au portail d'entrée, ainsi que d'une grange et d'une écurie. On peut en particulier noter la présence d'une tour de défense sur la facade nord-est, confirmant la vocation défensive de la demeure.
Le domaine des Changheas appartient à la famille de Veron au XVIIe siècle, également propriétaire à Saint-Jeures du château du Fort et du domaine des Croses. Il est inscrit aux monuments historiques le 10 février 1997. Le château est aujourd'hui une propriété privée qui peut néanmoins se visiter à l'occasion de manifestations culturelles comme les Journées du Patrimoine.